# Karate-Weltmeisterschaften 1970

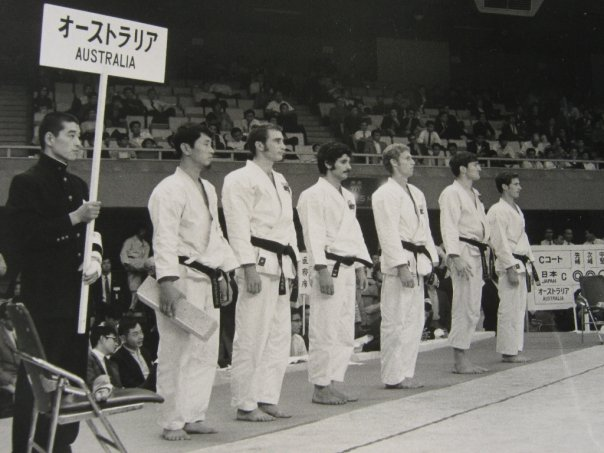
Die Australische Nationalmannschaft bei der WM 1970

Die Karate-Weltmeisterschaften 1970 (englisch 1970 World Karate Championships) waren die ersten Karate-Weltmeisterschaften der Geschichte. Sie wurden von der WUKO World Union of Karate Do Organisations in Japan ausgetragen. Der Teamwettbewerb fand am 10. Oktober in Tokio und der Einzelwettbewerb am 13. Oktober 1970 in Osaka statt. Es waren insgesamt 178 Karatekas aus 26 Nationen am Start. Japan war mit insgesamt vier Medaillen die erfolgreichste Nation, mit dem Einzelsieg von Koji Wada und den drei ersten Plätzen in der Team-Wertung (Japan E, vor Japan C, und Japan B). Im Teamwettbewerb kamen nur zwei Kampfrichter von insgesamt 40 Kampfrichtern nicht aus Japan. In der Einzelwertung auf Ippon wurde noch ohne Gewichtsklassen gekämpft. Der Deutsche Meister Richard Scherer aus Mannheim erreichte das Viertelfinale, wo er dem späteren Weltmeister Koji Wada unterlag.

## Wettbewerbe und Medaillen
| Disziplin     | Gold      | Silber      | Bronze           |
| ------------- | --------- | ----------- | ---------------- |
| Einzel Kumite | Koji Wada | John Carnio | Tonny Tulleners  |
| Einzel Kumite | Koji Wada | John Carnio | Dominique Valera |
| Team Kumite   | Japan E   | Japan C     | Japan B          |

## Medaillenspiegel
| Rang  | Land               | Gold | Silber | Bronze | Gesamt |
| ----- | ------------------ | ---- | ------ | ------ | ------ |
| 1     | Japan              | 2    | 1      | 1      | 4      |
| 2     | Kanada             | 0    | 1      | 0      | 1      |
| 3     | Frankreich         | 0    | 0      | 1      | 1      |
| 3     | Vereinigte Staaten | 0    | 0      | 1      | 1      |
| Total | Total              | 2    | 2      | 3      | 7      |

## Teilnehmende Länder

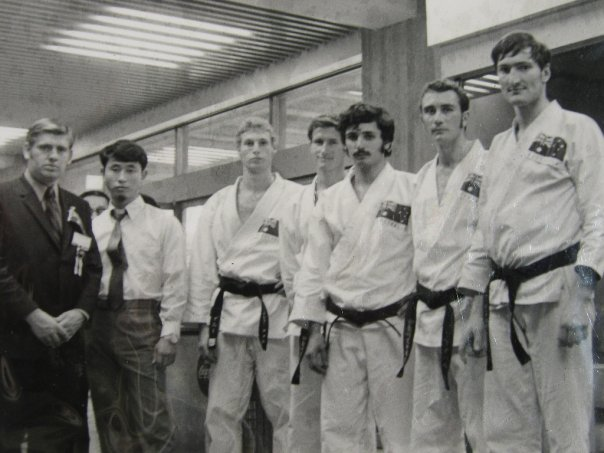
Die Australische Nationalmannschaft bei der 1. Karate-Weltmeisterschaft in Tokio 1970

- Argentinien
- Australien
- Belgien
- BR Deutschland
- Brunei
- Chile
- Frankreich
- Guatemala
- Hongkong
- Indonesien
- Israel
- Italien
- Japan
- Jugoslawien
- Kanada
- Mexiko
- Neuseeland
- Österreich
- Philippinen
- Singapur
- Südkorea
- Syrien
- Thailand
- Trinidad und Tobago
- Vereinigtes Königreich
- Vereinigte Staaten